# Luigi Caiazza
Luigi Caiazza (Siano, 14 febbraio 1912 – 2 maggio 2005) è stato un politico italiano.
Deputato alla Camera per quattro legislature con la Democrazia Cristiana dal 1958 al 1976, è stato sottosegretario di Stato al Commercio con l'Estero nel governo Rumor II e alla Pubblica Istruzione nel secondo governo Andreotti.